# Niklaus Manuel

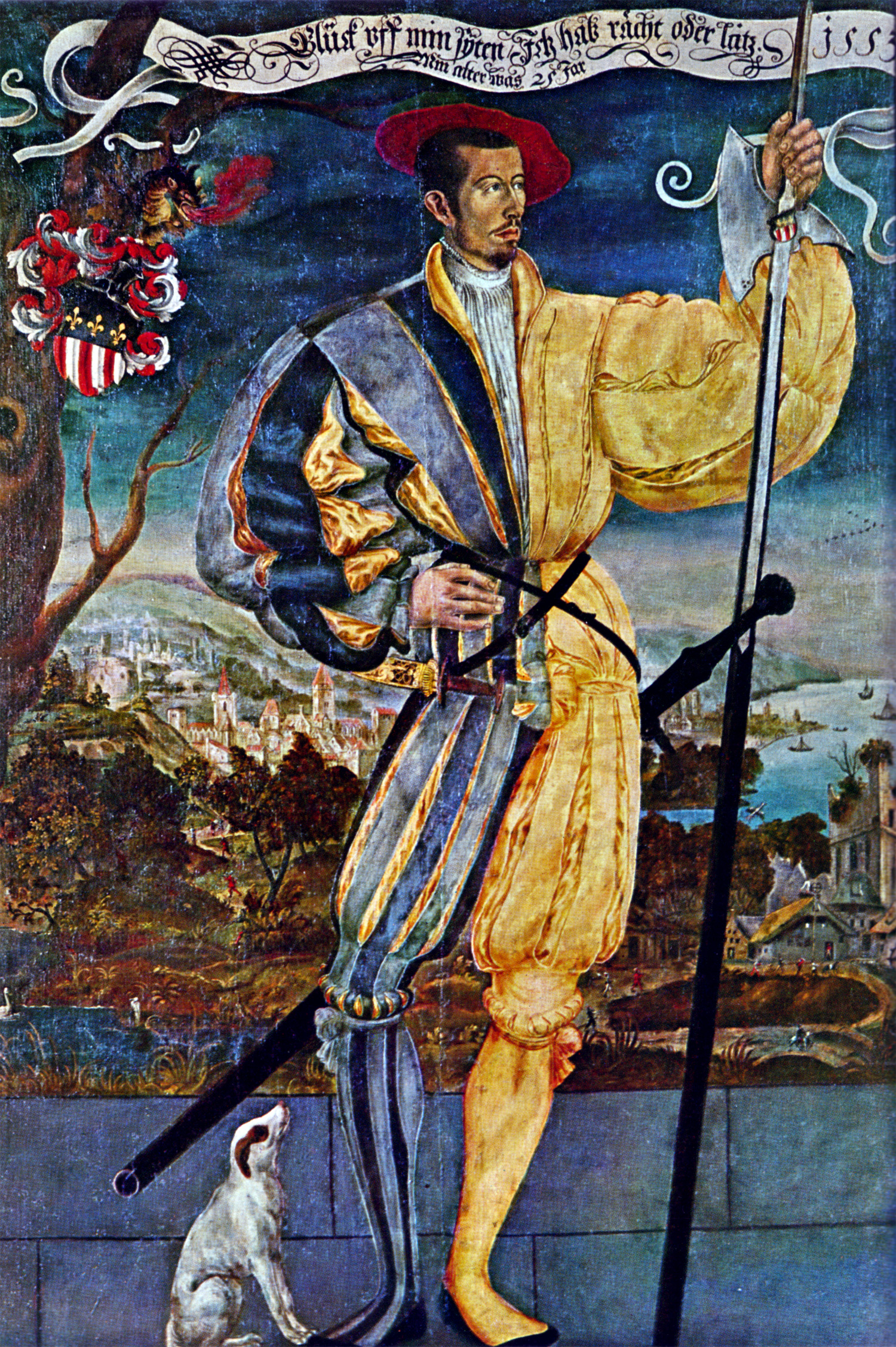
Niklaus Manuel el Joven, hijo de Niklaus Manuel, con traje de soldado suizo, pintura de su hermano Hans Rudolf Manuel, 1553.

Niklaus Manuel, apodado Deutsch, esto es, alemán (nacido probablemente en 1484 en Berna - 28 de abril de 1530 en Berna), fue un dramaturgo, pintor, artista gráfico, reformador y político suizo.

## Biografía
Los datos sobre Niklaus Manuel son solamente seguros los posteriores al año 1509. Se deduce el año de nacimiento a partir de documentos posteriores, que son bastante convincentes. Se cree que era hijo del farmacéutico de Berna Emanuel de Alemanis (o Allemanis) y de Margaretha Fricker (o Frickar), hija ilegítima de Thüring Fricker, un político suizo.
Nada se sabe a ciencia cierta de su juventud y formación. Se cree que se formó como pintor de vidrieras. En 1509 se casó con Katharina Frisching, la hija de Hans Frisching, miembro del consejo de Berna. Con ocasión de la boda, cambió su apellido, Alemán (o Alleman), que había llevado hasta entonces, por Niklaus Manuel. Su firma y su sello llevan las iniciales «N. M. D» en esta época. Tuvo seis hijos de este matrimonio con Katharina.
Desde 1510 Niklaus Manuel fue miembro del gran consejo en Berna. En 1516 participó como secretario de Albrecht von Stein, el jefe de las tropas mercenarias al servicio de Francia en las guerras de Lombardía. Entre 1516/17 comenzó a pintar su famosa "Danza de la muerte" en el monasterio dominico de Berna, al que siguieron más obras. A partir de 1518 cumplió misiones políticas, siendo posteriormente uno de los más destacados reformadores de Suiza.
Cultivó la pintura, el dibujo y la xilografía. La pintura es en estilo gótico tardío suizo. Posteriormente sigue a la Escuela del Danubio.

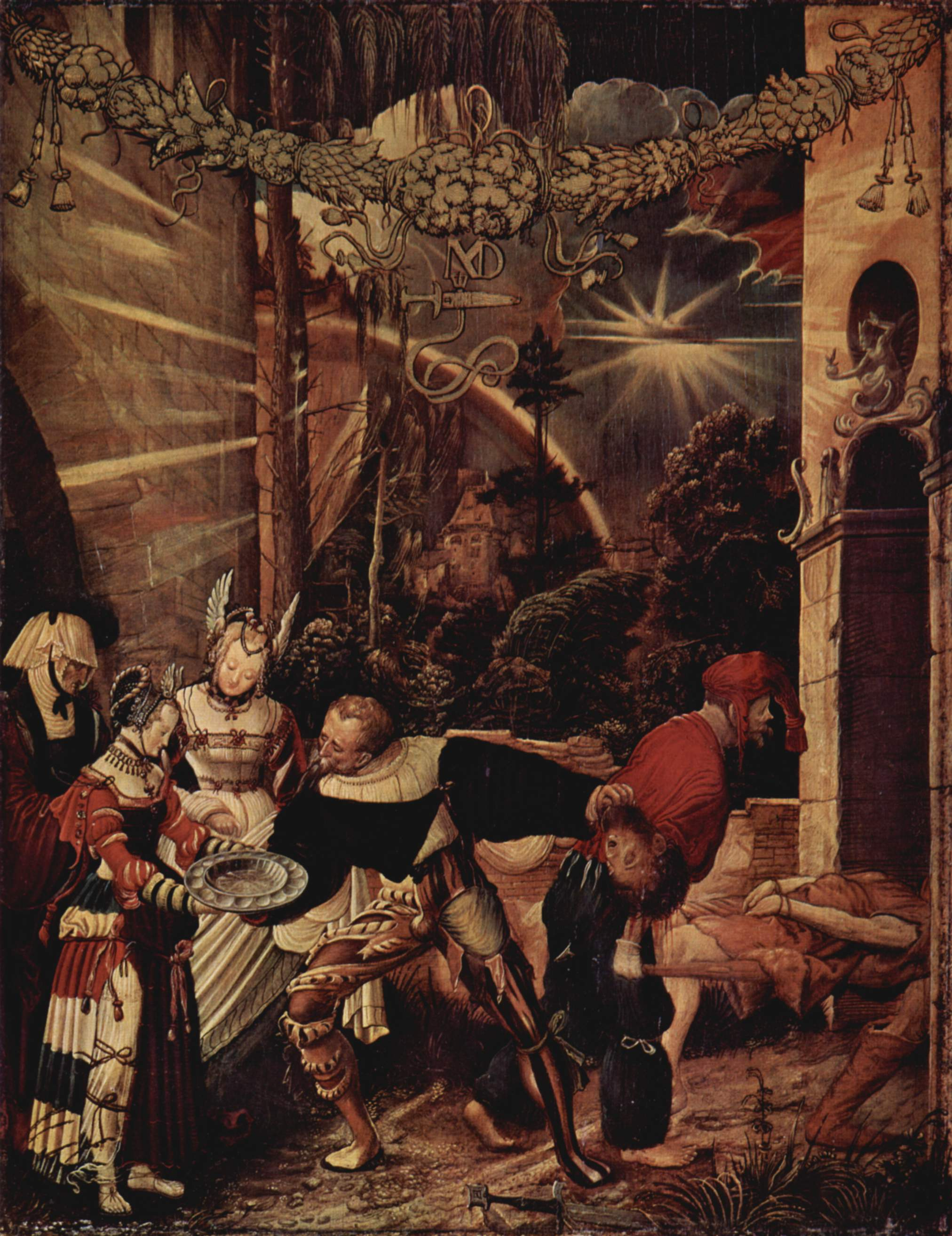
La decapitación de san Juan Bautista, Basilea.
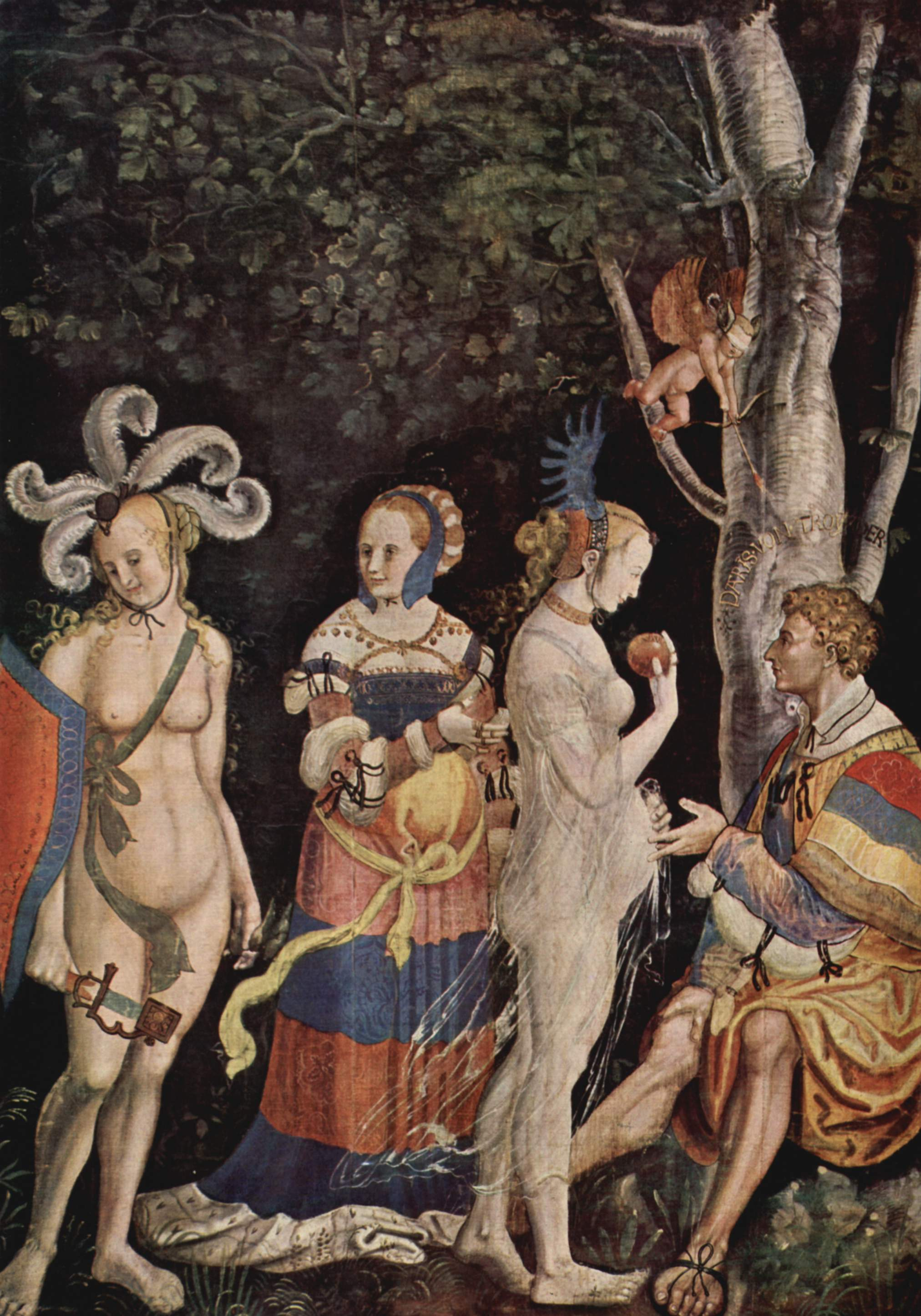
El juicio de Paris, Basilea.